# Iván Alexis Pillud
Iván Alexis Pillud (Capitán Bermúdez, província de Santa Fe, Argentina, 24 d'abril de 1986) és un futbolista argentí que juga com a lateral dret, actualment al Central Córdoba.
Va iniciar la seva trajectòria com a juvenil al club San Lorenzo de Almagro, del que va ser traspassat a Tiro Federal de la segona divisió argentina.
Després del seu bon paper a Tiro Federal, va ser cedit a Newell's Old Boys, on va realitzar una excel·lent temporada.
L'estiu del 2009 fou cedit al RCD Espanyol, club que es reserva una opció de compra a final de temporada.
| Club              | País      | Any               |
| ----------------- | --------- | ----------------- |
| Tiro Federal      | Argentina | 2004 - 2008       |
| Newell's Old Boys | Argentina | 2008 - 2009       |
| RCD Espanyol      | Espanya   | 2009 - 2010       |
| Tiro Federal      | Argentina | 2010 - 2010       |
| Racing Club       | Argentina | 2010 - 2014       |
| Hellas Verona     | Itàlia    | 2014 - 2014       |
| Racing Club       | Argentina | 2014 - Actualitat |